# Симпкинс, Дики
Лубара Диксон «Дики» Симпкинс (англ. LuBara Dixon "Dickey" Simpkins; родился 6 апреля 1972 года, Вашингтон, Округ Колумбия) — американский профессиональный баскетболист.

## Карьера в НБА
Играл на позиции тяжёлого форварда и центрового. Учился в Колледже Провиденса, где выступал за баскетбольную команду «Провиденс Фриарс». В 1994 году был выбран на драфте НБА под 21-м номером командой «Чикаго Буллз». Позже выступал за команды «Голден Стэйт Уорриорз», «Атланта Хокс», «Рокфорд Лайтнинг» (КБА) и «Дакота Уизардс» (КБА). Всего в НБА провёл 7 неполных сезонов. В сезонах 1995/1996, 1996/1997 и 1997/1998 годов Симпкинс становился чемпионом НБА в составе «Буллз». Всего за карьеру в НБА сыграл 327 игр, в которых набрал 1388 очков (в среднем 4,2 за игру), сделал 1187 подборов, 305 передач, 91 перехват и 60 блок-шотов.
Симпкинс подписал контракт с командой «Чикаго Буллз» в 1994 году, когда в ней блистали Майкл Джордан, Скотти Пиппен и Деннис Родман. В первые сезоны своей карьеры в «Буллз» он получал слишком мало игровой практики, хотя регулярно выходил на площадку, набрав за первые три сезона всего 513 очков в 167 играх, а в плей-офф вообще не сыграв ни одного матча, потому что отлично проявляли себя на паркете другие высокие игроки, Люк Лонгли, Билл Веннингтон, Тони Кукоч и тот же Родман. В конце концов ему это надоело, и он решил попробовать свои силы в другой команде, в результате чего его обменяли в «Голден Стэйт Уорриорз» на Скотта Баррелла.
Впоследствии «Уорриорз» отказались от него, тогда руководство «Буллз» решило дать ему ещё один шанс. В результате чего некоторые его показатели улучшились, а 24 апреля 1998 года он впервые вышел на площадку в играх плей-офф, сыграв в итоге в 13-и матчах и набрав 16 очков. Симпкинс был одним из немногих опытных игроков, кто остался в «Буллз» после локаута, состоявшегося перед началом сезона 1998/1999 годов, к тому же после ухода Джордана, Пиппена, Родмана и Лонгли он стал полноправным игроком стартовой пятёрки, набирая течение сезона в среднем за игру по 9,1 очка, 1,3 передачи и 6,8 подбора.
После подписания в 2000 году контракта с Брэдом Миллером «Буллз» отказались от Симпкинса, после чего он уехал играть за рубеж. Через год он вернулся в НБА, заключив контракт с клубом «Атланта Хокс», хотя вряд ли это можно назвать возвращением, так как сыграл он только в одной игре, да и то всего три минуты. Позднее он выступал в Континентальной баскетбольной ассоциации (КБА) за команды «Рокфорд Лайтнинг» (2001—2002) и «Дакота Уизардс» (2004—2005).

## Зарубежная карьера
Завершив свои выступления в НБА, Симпкинс переехал в Европу, где сначала выступал два сезона в Греции за команды «Македоникос» и «Марусси», а затем по году в России и Литве — за «УНИКС» и «Летувос Ритас» соответственно. В 2002 году он заключил контракт с пуэрто-риканским клубом «Криоллос де Кагуас», а через два года вернулся и выступал уже за другой клуб из этой страны «Леонес де Понсе», став в его составе чемпионом Baloncesto Superior Nacional (BSN). Затем Дики отыграл половину сезона в Испании за «Плюс Пуйоль Лерида». В 2005 году уже опытный путешественник переехал в Филиппины, где недолго выступал за команду «Аласка Акес». После этого Симпкинс переехал в Ливан, где полгода играл за клуб «Блю Старз Бейрут», после чего уехал в Германию, где завершил свою спортивную карьеру, выступая за «Брозе Бамберг».

## Последующая деятельность
После завершения профессиональной карьеры игрока Симпкинс работал в колледже баскетбольным аналитиком ESPN. Он является основателем компании по развитию баскетбола Next Level Performance Inc. (NLP) и государственным диктором. В настоящее время Симпкинс является скаутом команды «Шарлотт Бобкэтс».

## Статистика

### Статистика в НБА
| Сезон                                                                                    | Команда      | Регулярный сезон | Регулярный сезон | Регулярный сезон | Регулярный сезон | Регулярный сезон | Регулярный сезон | Регулярный сезон | Регулярный сезон | Регулярный сезон | Регулярный сезон | Регулярный сезон | Серия плей-офф | Серия плей-офф | Серия плей-офф | Серия плей-офф | Серия плей-офф | Серия плей-офф | Серия плей-офф | Серия плей-офф | Серия плей-офф | Серия плей-офф | Серия плей-офф |
| Сезон                                                                                    | Команда      | GP               | GS               | MPG              | FG%              | 3P%              | FT%              | RPG              | APG              | SPG              | BPG              | PPG              | GP             | GS             | MPG            | FG%            | 3P%            | FT%            | RPG            | APG            | SPG            | BPG            | PPG            |
| ---------------------------------------------------------------------------------------- | ------------ | ---------------- | ---------------- | ---------------- | ---------------- | ---------------- | ---------------- | ---------------- | ---------------- | ---------------- | ---------------- | ---------------- | -------------- | -------------- | -------------- | -------------- | -------------- | -------------- | -------------- | -------------- | -------------- | -------------- | -------------- |
| 1994/95                                                                                  | Чикаго       | 59               | 5                | 9,9              | 42,4             | -                | 69,4             | 2,6              | 0,6              | 0,2              | 0,1              | 3,5              | Не участвовал  | Не участвовал  | Не участвовал  | Не участвовал  | Не участвовал  | Не участвовал  | Не участвовал  | Не участвовал  | Не участвовал  | Не участвовал  | Не участвовал  |
| 1995/96                                                                                  | Чикаго       | 60               | 12               | 11,4             | 48,1             | 100,0            | 62,9             | 2,6              | 0,6              | 0,2              | 0,1              | 3,6              | Не участвовал  | Не участвовал  | Не участвовал  | Не участвовал  | Не участвовал  | Не участвовал  | Не участвовал  | Не участвовал  | Не участвовал  | Не участвовал  | Не участвовал  |
| 1996/97                                                                                  | Чикаго       | 48               | 0                | 8,2              | 33,3             | 25,0             | 70,0             | 1,9              | 0,6              | 0,1              | 0,1              | 1,9              | Не участвовал  | Не участвовал  | Не участвовал  | Не участвовал  | Не участвовал  | Не участвовал  | Не участвовал  | Не участвовал  | Не участвовал  | Не участвовал  | Не участвовал  |
| 1997/98                                                                                  | Голден Стэйт | 19               | 0                | 10,3             | 45,8             | 0,0              | 38,5             | 2,4              | 0,8              | 0,3              | 0,1              | 2,8              | Не участвовал  | Не участвовал  | Не участвовал  | Не участвовал  | Не участвовал  | Не участвовал  | Не участвовал  | Не участвовал  | Не участвовал  | Не участвовал  | Не участвовал  |
| 1997/98                                                                                  | Чикаго       | 21               | 0                | 11,3             | 63,4             | 0,0              | 59,1             | 1,5              | 0,8              | 0,2              | 0,1              | 3,7              | 13             | 0              | 5,7            | 37,5           | -              | 44,4           | 1,0            | 0,2            | 0,2            | 0,1            | 1,2            |
| 1998/99                                                                                  | Чикаго       | 50               | 36               | 29,0             | 46,3             | 0,0              | 64,5             | 6,8              | 1,3              | 0,7              | 0,3              | 9,1              | Не участвовал  | Не участвовал  | Не участвовал  | Не участвовал  | Не участвовал  | Не участвовал  | Не участвовал  | Не участвовал  | Не участвовал  | Не участвовал  | Не участвовал  |
| 1999/00                                                                                  | Чикаго       | 69               | 48               | 23,9             | 40,5             | 0,0              | 54,2             | 5,4              | 1,4              | 0,3              | 0,3              | 4,2              | Не участвовал  | Не участвовал  | Не участвовал  | Не участвовал  | Не участвовал  | Не участвовал  | Не участвовал  | Не участвовал  | Не участвовал  | Не участвовал  | Не участвовал  |
| 2001/02                                                                                  | Атланта      | 1                | 0                | 3,0              | -                | -                | -                | 0,0              | 1,0              | 0,0              | 0,0              | 0,0              | Не участвовал  | Не участвовал  | Не участвовал  | Не участвовал  | Не участвовал  | Не участвовал  | Не участвовал  | Не участвовал  | Не участвовал  | Не участвовал  | Не участвовал  |
|                                                                                          | Всего        | 327              | 101              | 15,9             | 44,0             | 22,2             | 61,8             | 3,6              | 0,9              | 0,3              | 0,2              | 4,2              | 13             | 0              | 5,7            | 37,5           | -              | 44,4           | 1,0            | 0,2            | 0,2            | 0,1            | 1,2            |
| Наведите курсор мыши на аббревиатуры в заголовке таблицы, чтобы прочесть их расшифровку. |              |                  |                  |                  |                  |                  |                  |                  |                  |                  |                  |                  |                |                |                |                |                |                |                |                |                |                |                |

### Статистика в NCAA
| Сезон | Команда   | Conf     | Class | GP  | GS | MPG  | FG%  | 3P%  | FT%  | RPG | APG | SPG | BPG | PPG  |
| --- | --------- | -------- | ----- | --- | -- | ---- | ---- | ---- | ---- | --- | --- | --- | --- | ---- |
| 1990/91 | Провиденс | Big East | FR    | 32  |    | 21,8 | 49,2 | 40,0 | 60,9 | 6,6 | 1,0 | 0,8 | 1,0 | 7,8  |
| 1991/92 | Провиденс | Big East | SO    | 30  |    | 26,4 | 49,2 | 25,0 | 70,3 | 5,8 | 1,2 | 0,5 | 0,9 | 9,0  |
| 1992/93 | Провиденс | Big East | JR    | 33  |    | 29,6 | 45,0 | 33,3 | 59,6 | 6,5 | 1,2 | 0,8 | 0,5 | 10,6 |
| 1993/94 | Провиденс | Big East | SR    | 30  | 29 | 29,2 | 51,6 | 33,3 | 68,6 | 6,3 | 1,3 | 0,7 | 0,7 | 11,8 |
| Всего | Всего     | Всего    | Всего | 125 | 29 | 26,7 | 48,6 | 34,6 | 64,6 | 6,3 | 1,2 | 0,7 | 0,8 | 9,8  |
| Наведите курсор мыши на аббревиатуры в заголовке таблицы, чтобы прочесть их расшифровку Статистика приведена с сайта sports-reference.com |           |          |       |     |    |      |      |      |      |     |     |     |     |      |

### Статистика в других лигах
| Сезон | Команда       | Лига               | GP | GS | MPG  | FG%  | 3P%  | FT%  | RPG | APG | SPG | BPG | PFL | TOV | PPG  |
| --- | ------------- | ------------------ | -- | -- | ---- | ---- | ---- | ---- | --- | --- | --- | --- | --- | --- | ---- |
| 2003/04 | Летувос Ритас | Кубок Европы       | 13 | 11 | 22,9 | 41,8 | 23,1 | 59,6 | 5,8 | 0,7 | 0,7 | 0,4 | 2,5 | 2,3 | 8,5  |
| 2004/05 | Льейда        | Чемпионат Испании  | 7  | 4  | 23,9 | 45,8 | 25,0 | 51,7 | 4,9 | 0,7 | 0,6 | 0,6 | 2,3 | 2,1 | 10,0 |
| 2005/06 | Все клубы     | Все лиги           | 17 | 3  | 11,7 | 53,7 | 25,0 | 32,5 | 3,1 | 0,5 | 0,2 | 0,2 | 1,6 | 1,2 | 3,4  |
| 2005/06 | Брозе         | Чемпионат Германии | 12 | 2  | 8,8  | 69,2 | -    | 26,9 | 2,0 | 0,5 | 0,2 | 0,3 | 1,6 | 1,2 | 2,1  |
| 2005/06 | Брозе         | Евролига           | 5  | 1  | 18,6 | 46,4 | 25,0 | 42,9 | 5,6 | 0,6 | 0,4 | 0,2 | 1,6 | 1,4 | 6,6  |
| Всего | Всего         | Всего              | 37 | 18 | 17,9 | 45,5 | 23,8 | 48,8 | 4,4 | 0,6 | 0,5 | 0,4 | 2,0 | 1,8 | 6,4  |
| Наведите курсор мыши на аббревиатуры в заголовке таблицы, чтобы прочесть их расшифровку Статистика приведена с сайта basketball.realgm.com |               |                    |    |    |      |      |      |      |     |     |     |     |     |     |      |